# رسته آگاهی فراجا

نشان یقه رسته جرم شناسی فراجا

رسته جرم یابی یا کشف جرائم یکی از رسته های تخصصی فرماندهی انتظامی جمهوری اسلامی ایران (فراجا) است که بدلیل فعالیت اکثر نیروهای دارای این رسته در پلیس آگاهی، معمولاً با نام رسته آگاهی شناخته می شود. نیروهای این رسته در پلیس آگاهی فراجا، پلیس مبارزه با مواد مخدر و پلیس امنیت اقتصادی فراجا به کارگیری می شوند.